# Rand Miller
Rand Miller, född 17 januari 1959 i Cheltenham, Pennsylvania, är en amerikansk datorspelsutvecklare. Han är verkställande direktör för datorspelsföretaget Cyan Worlds, tidigare känt som Cyan, som han bildade tillsammans med brodern Robyn Miller.
Rand Miller är mest känd som en av dem som producerade Myst-spelen. Han spelar också rollen Atrus i Myst-spelen.